# Chris Cornell
Christopher John Cornell (né Boyle; Seattle, 20 de julho de 1964 – Detroit, 18 de maio de 2017) foi um cantor, guitarrista e compositor norte-americano, considerado um dos fundadores do movimento grunge e conhecido como vocalista das bandas Soundgarden, Temple of the Dog e Audioslave. Ganhador de três Prêmios Grammy (com 16 indicações no total). Em 1991, Cornell ganhou notoriedade com sua banda Soundgarden com o lançamento do álbum Badmotorfinger, e a banda alcançou fama mundial com o hit "Black Hole Sun", do álbum Superunknown, de 1994. Cornell ainda lançou cinco álbuns em carreira solo entre 1999 e 2015, e também era famoso por sua extensão vocal de quatro oitavas. Em 2007 lançou o single "You Know My Name", música tema do filme 007 - Cassino Royale, tornando-se o primeiro cantor americano a gravar a música-tema de um filme da série 007. A canção vendeu 3,5 milhões de cópias digitais. Em 2013, Cornell compôs a canção "Misery Chain" para a trilha sonora do filme 12 Years a Slave, onde fez um dueto com a cantora Joy Williams.
Cornell foi escolhido como "O Maior Cantor de Rock" pelos leitores da revista Guitar World em 2013, ficou em 4º lugar na lista "Top 100 de Vocalistas de Heavy Metal de Todos os Tempos" da revista Hit Parader em 2006, em 9º lugar na lista de "Melhores Vocalistas de Todos os Tempos" da revista Rolling Stone em 2011, e 12º lugar na lista das "22 Maiores Vozes da Música" da MTV em 2005. Em 2017, Alice Cooper se referiu a Cornell como "a melhor voz do rock".
Em todo o seu catálogo (suas três bandas e carreira solo), Cornell vendeu 14,8 milhões de álbuns, 8,8 milhões de músicas digitais e 300 milhões de transmissões de áudio on-demand apenas nos Estados Unidos, e mais de 30 milhões de álbuns vendidos em todo o mundo até 2017.

## Biografia
Filho de Edward F. Boyle, um farmacêutico, e Karen Cornell, uma contadora, Chris nasceu e cresceu em Seattle. Filho de mãe judia e pai católico, estudou na escola católica Christ the King Catholic Elementary School, e depois na Shorewood High School durante a adolescência. Chris e seus cinco irmãos trocaram o sobrenome Boyle pelo sobrenome de solteira de sua mãe (Cornell) quando seus pais se divorciaram. Numa entrevista em 2008, Cornell afirmou que não seguia nenhuma religião e que era um livre-pensador, mas revelou acreditar na existência de Jesus Cristo.
Cornell passou um período de dois anos entre os nove aos onze anos ouvindo somente os Beatles depois de encontrar uma grande coleção de discos da banda abandonados no porão da casa de um vizinho.
Cornell era um solitário; ele foi capaz de lidar com sua ansiedade ao redor de outras pessoas através do Rock. Durante sua adolescência, ele teve depressão severa, abandonou a escola e quase nunca saía de casa. Aos 12 anos, ele teve acesso ao álcool, maconha, ácido e remédios controlados e os usava diariamente até aos 13 anos, parou por um ano, mas retornou aos 15 anos por mais um ano até se voltar para a música.
Antes de se tornar um músico bem-sucedido, trabalhou em um atacadista de frutos do mar e foi Sous-chef no restaurante Ray's Boathouse em Seattle.
Seu primeiro instrumento na infância foi o piano, mas iniciou sua carreira como baterista na banda Jones Street Band. No início dos anos 1980, Cornell era membro de uma banda cover chamada The Shemps, que se apresentava em Seattle. The Shemps tinha Hiro Yamamoto como baixista. Depois de Yamamoto deixar o The Shemps, a banda recrutou o guitarrista Kim Thayil. Cornell e Yamamoto continuaram em contato e depois que The Shemps terminou, Cornell e Yamamoto começaram uma jam session juntos, eventualmente trazendo Thayil para se juntar a eles.

## Carreira

### Soundgarden
Em 1984, junto com o guitarrista Kim Thayil e o baixista Hiro Yamamoto, Cornell formou a banda Soundgarden. Cornell tocava bateria e cantava, mas logo após Scott Sundquist assumir a bateria (tendo sido ocupada definitivamente depois por Matt Cameron), Cornell passa a se dedicar exclusivamente ao vocal. O primeiro EP da banda, Screaming Life, foi lançado em 1987 pela gravadora Sub Pop.
Soundgarden foi a primeira banda grunge a assinar com uma grande gravadora, a banda assinou com a A&M Records em 1989. Lançaram, entre outros álbuns, Ultramega OK (1988) e Louder Than Love (1989), tendo boa repercussão no cenário alternativo americano.
Em 1991 foi lançado Badmotorfinger, álbum que torna o Soundgarden mundialmente famoso graças à grande atenção pelas bandas da cena de Seattle, onde o movimento grunge, impulsionado por bandas como Nirvana, dominava o cenário musical. O álbum contava com os hits "Rusty Cage", "Outshined" e "Jesus Christ Pose". Em 1996, Johnny Cash gravou uma versão de "Rusty Cage" em seu álbum Unchained.
Em 1992, o Soundgarden teve uma breve participação no filme Vida de Solteiro (Singles) de Cameron Crowe, situado em Seattle, onde a banda aparece num show tocando a canção "Birth Ritual". A canção "Seasons", escrita e interpretada por Cornell, também faz parte da trilha sonora do filme.
O álbum mais bem sucedido comercialmente do Soundgarden é Superunknown, lançado em 1994. Músicas como "Fell on Black Days", "Spoonman" e "Black Hole Sun" ajudaram esse disco a vender mais de cinco milhões de cópias somente nos Estados Unidos. Seu sucessor, Down on the Upside é lançado em 1996, não obtendo o mesmo sucesso comercial do álbum anterior, apesar das bem sucedidas  "Blow Up the Upside World", "Burden in My Hand" e "Pretty Noose". Após o lançamento da coletânea A-Sides em 1997, o Soundgarden anunciou o fim de suas atividades.
Em 31 de dezembro de 2009, Chris Cornell anunciou pelo Twitter que o Soundgarden estaria se reunindo após 12 anos.
Em 16 de abril de 2010, Soundgarden fez um show secreto no Showbox Theater em Seattle.
Soundgarden fez sua primeira aparição na televisão desde a reunião no talk show de Conan O'Brien em 9 de novembro de 2010, e excursionou pela América do Norte no verão de 2011. A banda tocou no festival Lollapalooza em Chicago em 2010, e na edição brasileira em 2014, no Autódromo de Interlagos.
No verão de 2012, a banda lançou um novo single e video, "Live to Rise", para a trilha sonora do filme Os Vingadores. O sexto álbum da banda, King Animal, foi lançado em novembro de 2012, com críticas positivas. Cornell gravou a canção "Seasons" para o filme Homem de Aço em 2013.
A banda continuou a turnê mundial e o guitarrista Kim Thayil mencionou em várias entrevistas que a banda estava começando a trabalhar em material para o seu sétimo álbum.
Em entrevista a Billboard em abril de 2017, Cornell comentou que a banda estava escrevendo um novo álbum.
O último show da banda foi no Fox Theatre em Detroit nos Estados Unidos em 17 de maio de 2017, poucas horas antes da morte do vocalista Chris Cornell.

### Temple of the Dog
Em 1990, seu amigo Andrew Wood da banda Mother Love Bone, morre de overdose de heroína. Cornell resolve homenagear o amigo com duas músicas de sua autoria, "Say Hello 2 Heaven" e "Reach Down". Ele e Matt Cameron juntam-se a Jeff Ament e Stone Gossard, ambos membros dos Mother Love Bone, além dos recém recrutados Mike McCready e Eddie Vedder e formam o Temple Of The Dog, que terminou após o fim das gravações de seu único álbum, o auto intitulado Temple Of The Dog. Mike McCready e Eddie Vedder viriam a compor posteriormente o Pearl Jam juntamente com os outros dois integrantes, Jeff Ament e Stone Gossard (Cameron, que foi baterista do Soundgarden, também se junta ao Pearl Jam mais tarde).
O álbum Temple of the Dog vendeu mais de um milhão de cópias, em boa parte graças aos singles "Say Hello 2 Heaven" e "Hunger Strike", o último tendo um dueto entre Cornell e Vedder. Sendo essa a primeira vez que Vedder teve sua voz em um álbum profissional. Durante um show do Pearl Jam no Santa Barbara Bowl em 2003, Cornell apareceu como convidado surpresa, e depois de tocar um set acústico, Cornell se juntou a Vedder e o resto da banda para tocar "Hunger Strike" e "Reach Down". Em 6 de outubro de 2009, Cornell fez uma aparição surpresa no show do Pearl Jam no Gibson Amphitheater em Los Angeles, e a banda tocou "Hunger Strike". No final do show, Cornell e a banda tocaram junto com Jerry Cantrell do Alice in Chains.
A banda Temple of the Dog se juntou pela primeira vez desde o lançamento do álbum em 1991 para fazer cinco shows nos Estados Unidos em novembro de 2016.

### Alice Mudgarden
Cornell, junto com Layne Staley e Jerry Cantrell, do Alice in Chains, e Mark Arm, do Mudhoney, contribuíram nos vocais da canção "Right Turn" do Alice in Chains, presente no EP Sap de 1992. Nos créditos do álbum, a canção é creditada a Alice Mudgarden (Alice in Chains + Mudhoney + Soundgarden). A canção apareceu no filme Falcão Negro em Perigo de 2001.

### M.A.C.C.
Em 1992, Cornell e outros três membros do Temple of the Dog tocaram juntos sob o nome M.A.C.C. (McCready, Ament, Cameron, Cornell), e gravaram a canção "Hey Baby (New Rising Sun)" para o album Stone Free: A Tribute to Jimi Hendrix de 1993.

### Audioslave

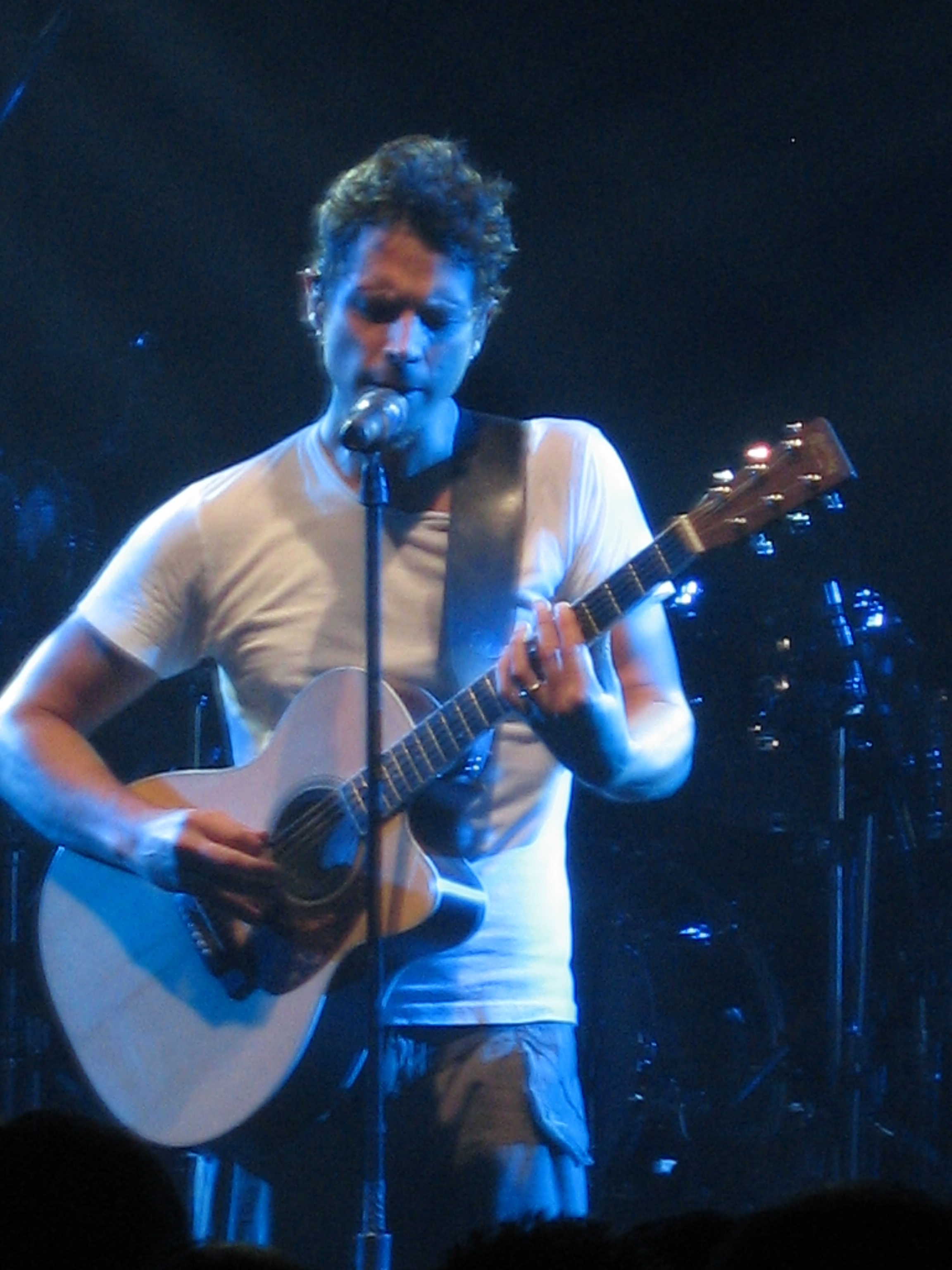
Chris Cornell em 2005, durante performance no Montreux Jazz Festival

Em 2001 formou o Audioslave junto com Tom Morello, Tim Commerford e Brad Wilk, ex-membros do Rage Against the Machine, lançando o álbum autointitulado em 2002, obtendo muita repercussão positiva na mídia, com hits como "Cochise", "Like a Stone", "Show Me How to Live", "I Am the Highway" e "What You Are". Like a Stone é a canção de maior sucesso da banda, tendo alcançado o primeiro lugar na lista Billboard Mainstream Rock Tracks e na lista Modern Rock Tracks, além do 31° lugar na lista do Billboard Hot 100, e foi premiado como disco de ouro pela Recording Industry Association of America (RIAA). O vídeo-clipe da música tem mais de 1 bilhão de visualizações no YouTube.
Em 2005, o Audioslave entrou para a história, tornando-se o primeiro grupo americano a realizar um show em Cuba. A apresentação ao ar livre em uma praça de Havana foi assistida por um público estimado em 50 000 pessoas. Nesse mesmo ano foi lançado o álbum Out of Exile, que emplacou o 1º lugar na Billboard 200. Destacam-se as canções "Be Yourself", "Your Time Has Come" e a faixa-título.
O álbum Revelations foi lançado no começo de setembro de 2006, com um estilo mais soul e funk do que seus antecessores. Entrou direto na 2ª colocação da Billboard 200 contendo "Original Fire" e a faixa-título como singles.
Em fevereiro de 2007, Cornell anunciou sua saída do Audioslave. Em nota oficial divulgada à imprensa, o músico alegou "conflitos de personalidade impossíveis de resolver e também diferenças musicais".
Dez anos após a separação, a banda voltou aos palcos em um show anti-Donald Trump, batizado de "Baile Anti-inauguração" em 20 de janeiro de 2017, em Los Angeles. A banda tocou três canções: Cochise, Show Me How To Live e Like a Stone.

### Carreira solo

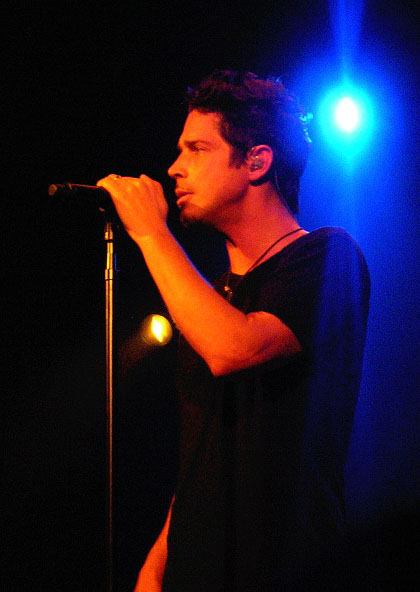
Chris Cornell em 2007, durante um show em Amesterdão

Em 1999, Cornell lançou o álbum solo Euphoria Morning, vendendo 300 mil cópias nos Estados Unidos e dando uma indicação ao Grammy Awards para Cornell.
Em 2006, aproveitando que a Audioslave não saiu em turné para divulgação de Revelations, Chris Cornell lançou um novo single, "You Know My Name", música tema do filme de Casino Royale, na estreia do ator Daniel Craig atuando como o agente secreto 007.
Em abril de 2007, Cornell deu início a uma turnê mundial em suporte de seu novo álbum solo, Carry On, lançado em junho. Também comemorando 20 anos do lançamento de sua primeira gravação (o EP Screaming Life dos Soundgarden, lançado em 1987), ele apresentou músicas de todas as fases de sua carreira nos seus shows.
Em março de 2009 foi lançado o álbum Scream, produzido por Timbaland, e em 2011 um acústico ao vivo, Songbook.
Em 2015, Cornell lançou o álbum Higher Truth. Foi indicado ao Globo de Ouro de Melhor Canção Original pela música "The Keeper", que faz parte do filme Machine Gun Preacher.
O último lançamento solo antes de sua morte, foi o single de caridade "The Promise", feita para os créditos finais do filme de mesmo nome sobre o genocídio armênio, lançado em 2017. Os rendimentos da canção foram doados para a International Rescue Committee. Uma das últimas aparições públicas de Cornell foi durante a pré-estreia do filme em Los Angeles em 12 de abril de 2017, onde comentou sobre os planos de gravar um novo álbum com o Soundgarden.

## Vida pessoal
Em 1985, Cornell começou a namorar Susan Silver, empresária do Soundgarden e Alice in Chains. Se casaram em 1990, e em 28 de junho de 2000 nasceu a primeira filha do casal, Lillian Jean Cornell. O casal se separou em 2003 e o divórcio foi finalizado em 2004. Em 2004, Cornell se casou com Vicky Karayiannis, com quem teve uma filha chamada Toni, nascida em setembro daquele ano, e um filho, Christopher Nicholas, nascido em dezembro de 2005.

## Morte
Em 18 de maio de 2017, a imprensa dos Estados Unidos anunciou que Cornell havia morrido em Detroit, logo após fazer uma apresentação com sua banda Soundgarden. O representante do grupo, Brian Bumbery, e a família do músico confirmaram a notícia. De acordo com a Associated Press, o legista responsável informou que Cornell se enforcou no banheiro do hotel onde estava hospedado, horas depois de se apresentar em Detroit com sua banda, em uma turnê pelos Estados Unidos. Por volta de 0h15 (horário local de Detroit) do dia 18 de maio, o segurança de Cornell encontrou o cantor inconsciente no banheiro de seu quarto no hotel MGM Grand. Estava deitado no chão com uma faixa ao redor do pescoço e sangue na boca. Os paramédicos não conseguiram reanimar Cornell e o cantor foi declarado morto por um médico às 1h30 da madrugada (horário de Detroit). A polícia descartou homicídio revisando um vídeo de vigilância do hotel, que mostrou que ninguém havia entrado ou saído do quarto após o segurança de Cornell ter saído por volta das 23h35. A viúva de Cornell, Vicky Karayiannis, entrou em contato com Kirk Pasich, advogado especialista em seguro, minutos após a morte do marido. Pasich tornou-se o porta-voz da viúva de Cornell e culpou o medicamento Ativan pela morte do cantor, afirmando que Cornell não iria intencionalmente tirar a própria vida.

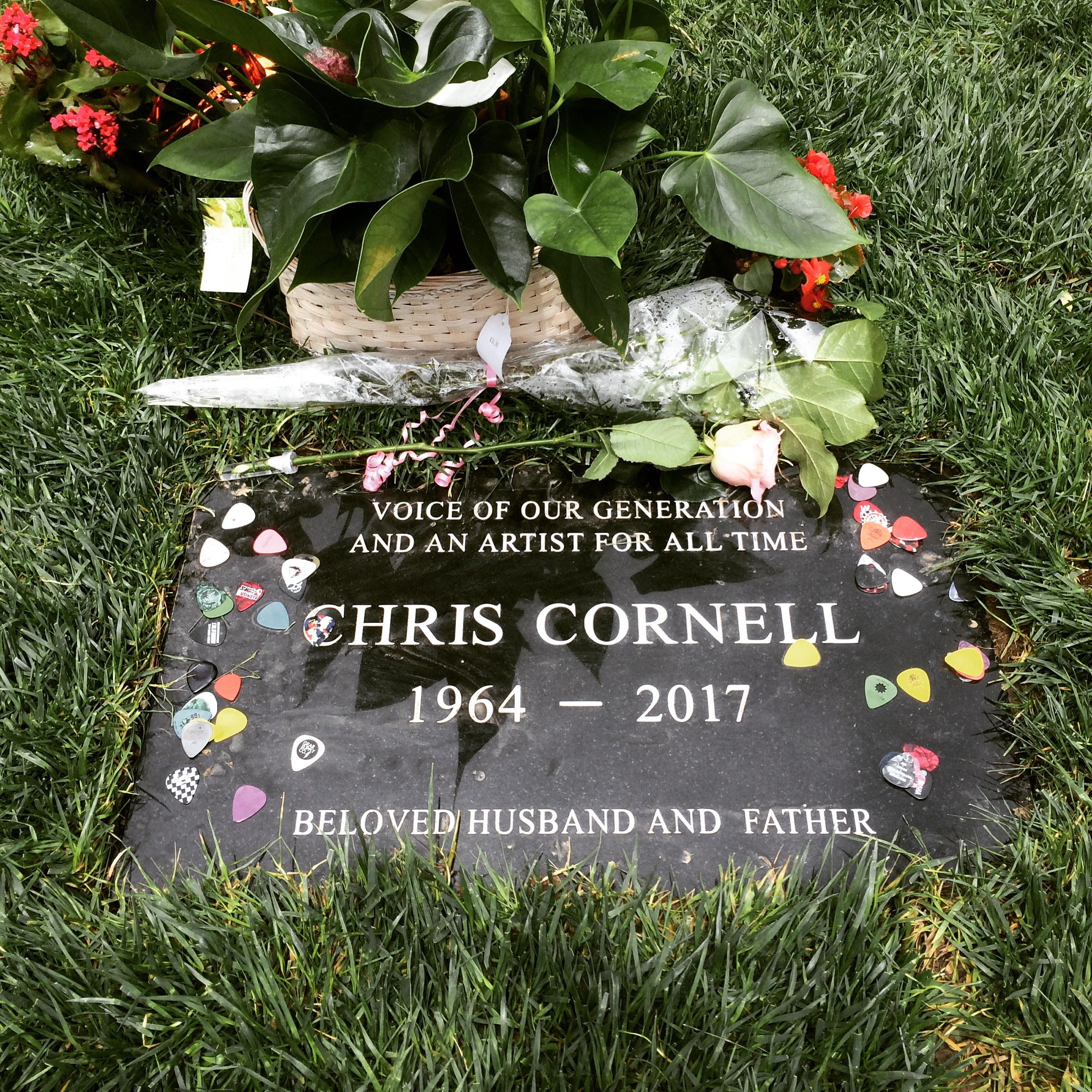
Túmulo de Cornell no Cemitério Hollywood Forever

Cornell foi cremado no dia 23 de maio de 2017 e suas cinzas foram enterradas no cemitério Hollywood Forever em Los Angeles no dia 26 de maio. Entre os presentes no enterro estavam Kim Thayil, Matt Cameron, Ben Shepherd, Dave Grohl, Krist Novoselic, Jerry Cantrell, Sean Kinney, William DuVall, Mike Inez, Jeff Ament, Taylor Hawkins, Tom Morello, James Hetfield, Lars Ulrich, Pat Smear, Perry Farrell, Dave Navarro, Nile Rodgers, Brad Pitt, Christian Bale, James Franco, Jeremy Renner, Chester Bennington, Pharrell e Josh Brolin. A cerimônia começou com os alto-falantes do cemitério tocando a canção "Like a Stone" do Audioslave, e também a canção "The Promise", a mais recente da carreira solo de Cornell. O vocalista Chester Bennington cantou a canção "Hallelujah", de Leonard Cohen. No final do funeral, a canção "All Night Thing" do Temple of the Dog acompanhava os presentes na saída. As cinzas de Cornell foram enterradas ao lado da estátua do amigo Johnny Ramone, que não está enterrado no cemitério Hollywood Forever — seu corpo foi cremado e suas cinzas estão em posse de sua viúva.
Em 2 de junho de 2017, foram divulgados os resultados da autópsia e do exame toxicológico feitos no corpo de Cornell. O laudo da autópsia atesta que os medicamentos não contribuíram para a morte de Cornell, e confirma a causa da morte como suicídio por enforcamento. O laudo do exame toxicológico constatou que o cantor havia consumido apenas medicamentos prescritos, porém em doses terapêuticas (pequenas). Entre os remédios estão o sedativo Bulabital (5.4 mcg/mL), prescrito para o tratamento de enxaqueca; quatro doses (41ng/mL) de Lorazepam (também conhecido como Ativan), medicamento de efeito tranquilizante usado no tratamento de ansiedade; o descongestionante nasal Pseudoefedrina (170ng/mL) e seu metabólito Norpseudoefedrina (10ng/mL), Cafeína (que veio do suplemento No-Doz que o cantor havia ingerido), e Naloxona, usada para reverter o efeito de remédios a base de ópio e que foi administrada pelos paramédicos na tentativa de ressuscitar o músico; e outros derivados do ácido barbitúrico, que atuam como anestésico. Nenhum comprimido foi encontrado no estômago de Cornell. O remédio Ativan foi prescrito para Cornell em 2016. Fotos do quarto de hotel onde Cornell estava hospedado mostraram que sua receita para o Ativan era de "1 comprimido a cada 12 horas".
Três semanas após a morte de Cornell, o videoclipe de seu single solo "Nearly Forgot My Broken Heart" foi removido do YouTube. Lançado em setembro de 2015, o vídeo mostra o cantor como um prisioneiro no corredor da morte no Velho Oeste preparando-se para ser enforcado, mas sua corda foi sabotada pela assistente do carrasco. Então ele sobrevive ao enforcamento e é forçado a se casar com a mulher que o ajudou. O filho de Cornell, Christopher, na época com 9 anos, também aparece no vídeo.
Cornell falou publicamente sobre sua luta contra a depressão, isolamento e pensamentos suicidas diversas vezes ao longo de sua vida, tanto em entrevistas quanto nas letras de suas canções. Após a morte de Cornell, seu irmão mais velho, Peter, iniciou uma campanha para ajudar na conscientização sobre a depressão e a prevenção do suicídio. "Talvez possamos ajudar a poupar outra família da devastação", Peter compartilhou em seu perfil no Facebook. Alguns dias depois, Peter revelou que estava sendo intimidado e ameaçado para mudar a narrativa de sua mensagem de conscientização: "Mudar a mensagem ou simplesmente a abandonar. Chegou a um ponto em que minha própria saúde mental, minha sobriedade e a segurança da minha família estão em risco. E esse bullying está vindo de um lugar que eu nunca poderia ter imaginado", Peter compartilhou antes de dizer que iria se afastar das redes sociais e pedir aos seus seguidores para manter essa conversa e quebrar o estigma [da depressão]. Em outubro de 2017, Peter Cornell reagiu às críticas feitas a ele nas redes sociais pela sogra de seu irmão. Falou sobre o estigma que cerca as doenças mentais e a narrativa sobre vício sendo divulgada pela viúva de seu irmão e a família dela para explicar a morte de Cornell, afirmando:
| “               | E há aquela palavra novamente. Estigma. De alguma forma é "sexy" ser um viciado, mas não vamos falar sobre doença mental. Estigma. Existem aqueles que nos transformam em vítimas novamente e nos intimidam. Provocam e exijam que nós revivamos e contemos os detalhes da nossa dolorosa educação. Por que motivo? Isso não apaga o dano causado. Não faz o tempo voltar. Nós somos sobreviventes. | ” |
| — Peter Cornell | |   |

## Homenagens
Em 18 de maio de 2017, a torre de observação de Seattle conhecida como Space Needle foi apagada das 21h até as 22 horas da noite (horário de Seattle), em homenagem a Chris Cornell e suas contribuições para a cena musical da cidade. Na mesma noite, a cantora Ann Wilson homenageou Cornell cantando a canção "Black Hole Sun" do Soundgarden's no programa Jimmy Kimmel Live!. O baterista do Soundgarden, Matt Cameron, foi o primeiro dos companheiros de banda de Cornell à comentar sua morte dizendo: "meu cavaleiro das trevas se foi" em sua conta no Facebook. A banda Pearl Jam postou uma homenagem no website e nas redes sociais da banda com uma foto de Cornell abraçado a um cachorro acompanhada da legenda "Chris". O guitarrista Tom Morello, colega de Cornell na banda Audioslave, escreveu um poema em sua homenagem. A banda Alice in Chains postou uma foto de Cornell nas redes sociais da banda com a legenda "We are heartbroken" ("Estamos de coração partido"). Faith No More mudou a homepage do site oficial da banda website para um tributo à Cornell após sua morte. A mensagem ainda podia ser vista no site até 9 de novembro de 2017, sendo substituída por uma homenagem ao falecido ex-vocalista do Faith No More, Chuck Mosley. Durante a premiação Billboard Music Awards em 21 de maio de 2017, o vocalista da banda Imagine Dragons, Dan Reynolds, relembrou a vida e a carreira de Cornell e pediu um momento de silêncio enquanto uma foto do cantor era exibida nos monitores do evento.
Durante o show solo de Eddie Vedder em Londres em 6 de junho de 2017, o cantor falou sobre Cornell pela primeira vez desde a sua morte, dizendo que "ele não era apenas um amigo, ele era alguém que eu admirava como um irmão mais velho", e "Eu vou viver com essas memórias no meu coração e vou amá-lo para sempre". Os colegas de Cornell na banda Audioslave o homenagearam durante um show da banda Prophets of Rage em Berlim em 7 de junho de 2017, tocando uma versão instrumental da canção "Like a Stone" com um microfone vazio iluminado no centro do palco enquanto o público cantava no lugar de Cornell. Durante a premiação Alternative Press Music Awards em 17 de julho de 2017, a banda Pierce The Veil tocou um cover de "Black Hole Sun" enquanto fotos de Cornell eram exibidas em um telão acima do palco. No final da performance, um áudio de Cornell cantando a música foi tocado.
Em 20 de julho de 2017, dia que seria o aniversário de 53 anos de Cornell, o guitarrista do Pearl Jam, Stone Gossard, que tocou ao lado de Cornell na banda Temple of the Dog, escreveu uma carta para ele que foi divulgada no site oficial do Pearl Jam. Cornell e Gossard fazem aniversário no mesmo dia.
O baterista do Foo Fighters, Taylor Hawkins, colocou uma imagem de Cornell no bumbo de sua bateria em agosto de 2017.
Matt Cameron homenageou Cornell em seu primeiro álbum solo, Cavedweller, com a inscrição "For Chris" ("Para Chris") gravada na versão vinil do álbum, que foi lançado em 22 de setembro de 2017. De acordo com Cameron, Cornell ouviu o álbum dois meses antes de sua morte e prestou grande apoio ao álbum solo de Cameron.
O filme American Satan lançado em outubro de 2017, homenageou Cornell e outros artistas que faleceram desde que o filme entrou em produção, lançando um videoclipe com um cover da canção "Hey Hey, My My" de Neil Young interpretada pela banda do filme, The Relentless, enquanto fotos de Cornell e outros artistas são exibidas ao longo do vídeo.
Durante o primeiro show do Pearl Jam desde a morte de Cornell que aconteceu em Santiago do Chile em 13 de março de 2018, o vocalista Eddie Vedder dedicou a canção "Come Back" para ele, enquanto o baterista Matt Cameron vestiu uma camiseta com um desenho de Cornell nas costas durante o show.
Em 14 de abril de 2018, Ann Wilson e Jerry Cantrell, amigos de longa data de Cornell, prestaram tributo ao cantor durante a cerimônia do Rock and Roll Hall of Fame fazendo um cover de "Black Hole Sun" do Soundgarden. No final da performance, uma foto de Cornell foi exibida em um telão atrás do palco, e Cantrell se virou e levantou seu braço direito com o punho cerrado em saudação à Cornell.

## Discografia

### Com Soundgarden
- 1987 - Screaming Life (EP)
- 1988 - Ultramega OK
- 1989 - Louder Than Love
- 1991 - Badmotorfinger
- 1994 - Superunknown
- 1996 - Down on the Upside
- 2012 - King Animal

### Com Temple of the Dog
- 1991 - Temple of the Dog (álbum)

### Com Audioslave
- 2002 - Audioslave
- 2005 - Out of Exile
- 2006 - Revelations

### Carreira solo
- 1999 - Euphoria Morning
- 2007 - Carry On
- 2009 - Scream
- 2011 - Songbook
- 2015 - Higher Truth

## Prêmios e indicações
| Prêmiação               | Ano  | Trabalho indicado                          | Categoria                                                                | Resultado |
| ----------------------- | ---- | ------------------------------------------ | ------------------------------------------------------------------------ | --------- |
| Grammy Awards           | 1990 | Ultramega OK com Soundgarden               | Best Metal Performance                                                   | Indicado  |
| Grammy Awards           | 1992 | Badmotorfinger com Soundgarden             | Best Metal Performance                                                   | Indicado  |
| Grammy Awards           | 1993 | "Into the Void (Sealth)" com Soundgarden   | Best Metal Performance                                                   | Indicado  |
| MTV Video Music Awards  | 1994 | "Black Hole Sun" com Soundgarden           | MTV Video Music Award for Best Rock Video                                | Venceu    |
| Grammy Awards           | 1995 | "Spoonman" with Soundgarden                | Best Metal Performance                                                   | Venceu    |
| Grammy Awards           | 1995 | "Black Hole Sun" com Soundgarden           | Best Hard Rock Performance                                               | Venceu    |
| Grammy Awards           | 1995 | "Black Hole Sun" com Soundgarden           | Best Rock Song                                                           | Indicado  |
| Grammy Awards           | 1995 | Superunknown com Soundgarden               | Best Rock Album                                                          | Indicado  |
| Grammy Awards           | 1997 | "Pretty Noose" com Soundgarden             | Best Hard Rock Performance                                               | Indicado  |
| Grammy Awards           | 2000 | "Can't Change Me"                          | Best Male Rock Vocal Performance                                         | Indicado  |
| Grammy Awards           | 2004 | "Like a Stone" com Audioslave              | Best Hard Rock Performance                                               | Indicado  |
| Grammy Awards           | 2004 | Audioslave com Audioslave                  | Best Rock Album                                                          | Indicado  |
| Grammy Awards           | 2006 | "Doesn't Remind Me" com Audioslave         | Best Hard Rock Performance                                               | Indicado  |
| Grammy Awards           | 2008 | "You Know My Name" do filme Casino Royale  | Best Song Written for a Motion Picture, Television or Other Visual Media | Indicado  |
| Grammy Awards           | 2011 | "Black Rain" com Soundgarden               | Best Hard Rock Performance                                               | Indicado  |
| Grammy Awards           | 2018 | "The Promise" do filme The Promise         | Best Rock Performance                                                    | Indicado  |
| Grammy Awards           | 2019 | "When Bad Does Good"                       | Best Rock Performance                                                    | Venceu    |
| Satellite Awards        | 2006 | "You Know My Name" do filme Casino Royale  | Best Original Song                                                       | Venceu    |
| World Soundtrack Awards | 2007 | "You Know My Name" do filme Casino Royale  | Best Original Song Written Directly for a Film                           | Venceu    |
| Golden Globe Awards     | 2012 | "The Keeper" do filme Machine Gun Preacher | Best Original Song                                                       | Indicado  |